# Greußenheim
Greußenheim är en kommun och ort i Landkreis Würzburg i Regierungsbezirk Unterfranken i förbundslandet Bayern i Tyskland.
Kommunen ingår i kommunalförbundet Hettstadt tillsammans med kommunen Hettstadt.